# Diaethria longfieldae
Diaethria longfieldae är en fjärilsart som beskrevs av Talbot 1928. Diaethria longfieldae ingår i släktet Diaethria och familjen praktfjärilar. Inga underarter finns listade i Catalogue of Life.